# レスリー・チャン
レスリー・チャン（張 國榮 、1956年9月12日 - 2003年4月1日）は、香港出身の歌手・俳優。出生名は張發宗、愛称は「哥哥（お兄さん）」。身長174cm。血液型O型。

## 来歴

### アイドル歌手としての成功
香港の裕福な家庭に生まれ、10人兄弟の10番目なので幼名は“十仔”（姉1人と兄2人は夭折しているため、実質は7人兄弟）。父はハリウッドスターなどを顧客に持つ有名テーラーで紡績工場の経営者。母は事業に忙しく、レスリーは祖母の家に預けられ、“六姐”と呼ばれる乳母に育てられる。
1969年、13歳になると数学で単位を落とし、英国東部のノーフォークに留学。その後リーズ大学に入学しテキスタイルを専攻するが、父が病に倒れ学業半ばで香港に帰る。中国語の学力を心配した母の勧めで中学5年クラスに編入。その後しばらく父のコネで入った弁護士事務所や、自分で見つけた販売員の職などを転々とし、家族とは離れて暮らす。
1976年、友人と共にテレビ局主催の歌謡コンテストに出場し『American Pie』を歌い準優勝。翌1977年から歌手として芸能活動を開始するが、しばらくは下積み生活に甘んじる。また、このころ親しくしていた女性の裏切りにより生活はすさみ、金銭的にも精神的にも苦難の日々が続く。
1983年に『風継続吹』（山口百恵『さよならの向う側』のカバー）がヒット。1985年には『Monica』（吉川晃司『モニカ』のカバー）が大ヒット。一躍トップアイドルに踊り出た。1989年に歌手引退宣言し、カナダへ移住する。しかし半年後に香港に戻り、芸能界に俳優として復帰。

### 俳優への道
俳優としては、1982年にパトリック・タム監督の『レスリー・チャン 嵐の青春』に出演し、後のウォン・カーウァイらニューウェーブに影響を与える。その後はいわゆる「アイドル映画」に出演。そして1986年に『男たちの挽歌』、1987年には『チャイニーズ・ゴースト・ストーリー』など、数々の大ヒット作に出演。1990年、ウォン・カーウァイ監督の『欲望の翼』で香港電影金像奨主演男優賞受賞。1993年には中国のチェン・カイコー監督の『さらば、わが愛/覇王別姫』に出演、カンヌ国際映画祭パルムドールを受賞。1997年のウォン・カーウァイ監督『ブエノスアイレス』は、日本の単館上映記録を塗り替える大ヒットとなる。
1994年、ピーター・チャン監督の『君さえいれば/金枝玉葉』出演を切っ掛けに楽壇復帰。2000年に開催されたコンサート『PASSION』は、衣装設計をジャン＝ポール・ゴルチエに依頼。そのファッション性で成功を収めた。
そして念願だった映画監督になるべく、多くのミュージッククリップやTVドラマ、短編フィルムなどを撮影した。監督デビューは1996年『夢翔る人/色情男女』での劇中ポルノ映画『色情男女』。
『覇王別姫』や『ブエノスアイレス』等、同性愛者を演じることが多かった。自身、決して公言はしなかったが、同性愛者であることを匂わせる発言は数多い。

### 自殺
2003年4月1日、香港の最高級ホテル「マンダリン・オリエンタル香港」より飛び降り自殺。46歳没。

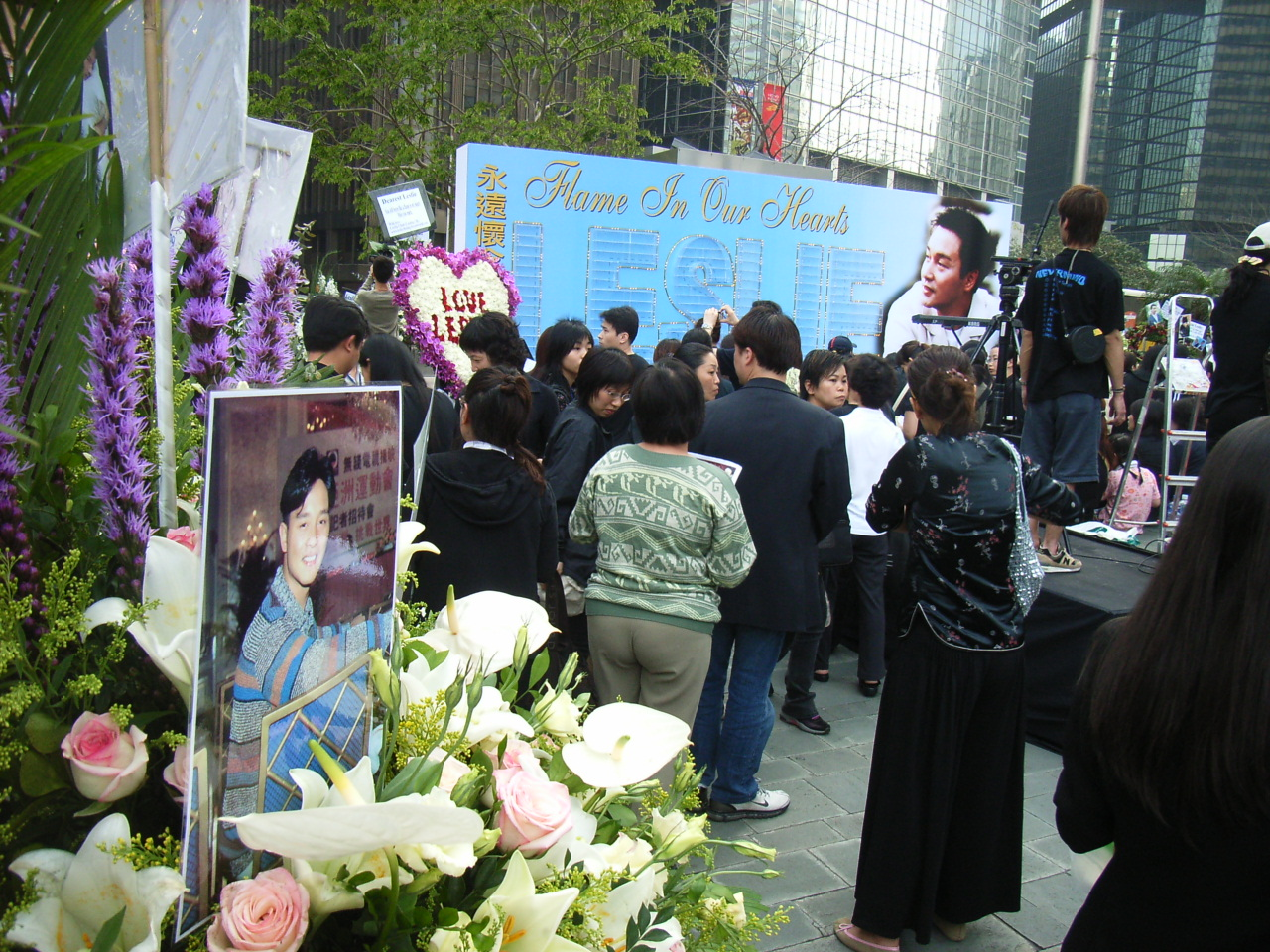
レスリー・チャンの命日に集うファン（2006年4月1日撮影）。

自殺の原因については、一年ほど前から鬱病を患っていたとされている。遺書が残されており、長年姉と慕った、沈殿霞(リディア・サン)への感謝とお詫びが記されていた。自殺の現場になった「マンダリン・オリエンタル香港」の門前にはファンによって多数の花束と死を悼むメッセージカードがささげられ、同ホテルの門前は黒山の人だかりになった。葬儀には香港の芸能関係者のほとんどとファンが参列したという。
2005年11月8日に香港郵政は記念切手「香港流行歌星 Hong Kong Pop Singers」を発行した。切手には香港音楽史に足跡を残し、若くして亡くなったロマン・タム(羅文)、アニタ・ムイ(梅艶芳)、ウォン・カークイ(黄家駒)、ダニー・チャン(陳百強)と共に起用され、レスリーは3ドル切手に登場した。
2007年12月に東京・日比谷公園に熱心なファン120人の賛同により「レスリー・チャンの思い出ベンチ」が設置された。ベンチのメッセージには、賛同者120人からのレスリーへの思いが込められている。
| Leslie Cheung 1956,9,12 私達を魅了し続ける 愛すべき張國榮の 音楽と映画、人生のすべてに 感謝を込めて Leslie Cheung Fans 有志120人 |

## 主な出演作品

### ビデオ
- ティーンエイジャーズ
- 死の絆
- 十字路
- アイランド ストーリー
- 歳月河山

### テレビドラマ
- 鰐魚淚 Crocodile tears（1978年）
- 浣花洗劍錄 The Spirit of the Sword（1979年）……方宝兒 役
- 大内群英續集 Dynasty II（1980年）……方世玉 役
- 浮生六劫 Gone with the wind（1980年）……車穗生 役
- 小小心願 Make a Wish（1980年）
- 珠海梟雄（1981年）
- 遊俠張三豐 Tai Chi Master II（1981年）……懿文太子朱標 役
- 對對糊 Pairing（1981年）
- レスリー・チャン 青春の季節（1981年）
- レスリー・チャン 凹凸私立探偵社（1982年）
- フォーエバー・ラヴァーズ（1984年）
- 武林世家（1985年）

### 映画
- 君に逢いたくて 紅樓春上春（1978年 香港）監督：カム・シン
- 狗咬狗骨（1978年 香港）監督：シッ・ガーイン
- 喝彩 Encore（1980年 香港） 監督：クリフォード・サイ
- 失業生（1981年 香港）
- レスリー・チャン 青春の光と影（1981年 香港）
- レスリー・チャン 嵐の青春（1982年 香港）監督：パトリック・タム
- レスリー・チャンの青春白書（1982年 香港）
- レスリー・チャンの神鳥英雄伝（1982年 香港）
- 衝激21 Energetic 21（1982年 香港）
- レスリー・チャン 愛しのドラマー（1983年 香港）
- 第一次 First Time（1983年 香港）
- 君が好きだから（1984年 香港）
- 三文治 Double Decker（1984年 香港）
- メリー・クリスマス（1984年 香港）
- 驚情（1985年 香港）
- 求愛反鬥星 Crazy Romance（1985年 香港）
- レスリー・チャン あの日にかえりたい（1985年 香港）
- レスリー・チャン 君の瞳に恋してる（1985年 香港）
- 男たちの挽歌（1986年 香港）監督：ジョン・ウー
- 偶然 Last Song In Paris （1986年 香港）
- ルージュ（1987年 香港）監督：スタンリー・クワン
- チャイニーズ・ゴースト・ストーリー（1987年 香港）監督：チン・シウトン
- 男たちの挽歌II（1987年 香港）監督：ジョン・ウー
- 殺之戀（1988年 香港）監督：梁普智
- 悪漢探偵5 最後のミッション（1989年 香港）
- 日落巴黎（1989年 香港）
- チャイニーズ・ゴースト・ストーリー2（1989年 香港）監督：チン・シウトン
- 欲望の翼（1990年 香港）監督：ウォン・カーウァイ
- 豪門夜宴 The Banquet （1991年 香港）
- 狼たちの絆（1991年 香港）
- 藍江傳之反飛組風雲 Arrest the Restless （1992年 香港）
- ハッピー・ブラザー（1992年 香港）
- 恋はマジック（1993年 香港）
- 大英雄（1993年 香港）
- さらば、わが愛/覇王別姫（1993年 中国・香港）監督：チェン・カイコー
- キラーウルフ 白髪魔女伝（1993年 香港）
- 白髮魔女伝2（1993年 香港）
- 幸せはイブの夜に（1994年 香港）
- 楽園の瑕（1994年 香港）監督：ウォン・カーウァイ
  - 楽園の瑕 終極版（2008年 香港）……『楽園の瑕』の別編集バージョン
- 君さえいれば/金枝玉葉（1994年 香港）監督：ピーター・チャン
- レスリー・チャンの恋はあせらず（1994年 香港）
- 記得香蕉成熟時II初戀情人 Over the Rainbow Under the Skirt （1994年 香港）
- 金玉満堂/決戦!炎の料理人（1995年 中国・香港）監督：ツイ・ハーク
- 夜半歌聲/逢いたくて、逢えなくて（1995年 香港）
- ボクらはいつも恋してる! 金枝玉葉2（1996年 香港）監督：ピーター・チャン
- 恋する天使（1996年 香港）
- 上海グランド（1996年 香港）
- 男生女相（1996年 香港）監督：スタンリー・クワン
- 花の影（1996年 中国・香港）監督：チェン・カイコー
- 夢翔る人/色情男女（1996年 香港）監督：イー・トンシン
- ブエノスアイレス（1997年 香港）監督：ウォン・カーウァイ
- ラッキー・ファミリー（1997年 香港）
- 歌って恋して（1998年 香港）
- アンナ・マデリーナ（1998年 日本・香港）
- 左右情緣 Left Right Love Destiny（1999年 香港）
- 追憶の上海（1999年 香港）
- 流星（1999年 香港）
- もういちど逢いたくて/星月童話（1999年 日本・香港）常盤貴子と共演
- ブエノスアイレス 摂氏零度（1999年 香港）
- 恋戦。OKINAWA Rendez-vous（2000年 香港）
- ダブルタップ（2000年 香港）
- アッシュズ トゥ アッシュズ（2000年 香港）
- カルマ（2002年 香港）

## 主なアルバム
- DayDream（1977年）デビューアルバム。英語曲中心。
- 風繼續吹（1983年）山口百恵「さよならの向こう側」カバー収録アルバム。
- LESLIE（MONICA）（1984年）吉川晃司『モニカ』カバー収録。
- 愛慕（1986年）西城秀樹『追憶の瞳〜Lola〜』カバー収録。
- 張國榮（1986年）本人出演映画「男たちの挽歌」主題歌「當年情」収録。
- SUMMER ROMANCE（1987年）1987年に香港で最も売れたアルバム。
- Virgin Snow（1988年）本人主演映画「男たちの挽歌II」主題歌「奔向末來日子」収録。
- SALUTE（1989年）香港の往年のヒット曲を自ら歌ったアルバム。
- 寵愛（1995年）本人が出演した映画の主題歌を自ら歌ったアルバム。
- 紅（1996年）歌手本格復帰アルバム。
- Gift（1998年）収録曲マシュマロはCHAGEの提供曲。ボーカルプロデュースは花崎雅芳。
- 大熱（2000年）フェイ・ウォンと共演した映画「恋戦。OKINAWA」主題歌とそのミュージック・ビデオを収録。

## 主なシングル
- 終始会行運（1984年）『鹿鼎記』オープニングテーマ
- Monica（1984年）吉川晃司『モニカ』カバー

## 関連書籍
- 『レスリー : レスリー・チャンのすべて』（清永安雄著、産業編集センター、1999年）